# (2672) Písek
(2672) Písek est un astéroïde de la ceinture principale.

## Description
(2672) Písek est un astéroïde de la ceinture principale. Il fut découvert le 31 mai 1979 à l'observatoire Kleť par Jaroslav Květoň. Il présente une orbite caractérisée par un demi-grand axe de 2,61 UA, une excentricité de 0,15 et une inclinaison de 14,2° par rapport à l'écliptique.

## Compléments